# Doryfera
Doryfera e un género de aves apodiformes perteneciente a la familia Trochilidae (los colibríes) que agrupa a apenas dos especies nativas de la América tropical (Neotrópico), cuyas áreas de distribución se encuentran desde el norte de Costa Rica en América Central hasta el centro de Bolivia, a lo largo de los Andes, y en la región de los tepuyes del norte de América del Sur. A sus miembros se les conoce por el nombre común de colibríes picolanza o picolanzas.

## Etimología
El nombre genérico femenino «Doryfera» se compone de las palabras del griego «doru» que significa ‘lanza’ y «pherō» que significa ‘que carga’.

## Características
Los dos colibríes de este género son medianos, midiendo entre 10,5 y 12 cm de  longitud total, cuya principal característica es el pico negro largo, delgado y levemente recurvado para arriba, que mide entre 25 y 32 mm. Se alimentan del néctar de largas flores tubulares perforando por abajo para después sondar por arriba; y también de pequeños artrópodos.

## Taxonomía
El género Doryfera fue propuesto por el ornitólogo británico John Gould en 1847 que indicó a Trochilus (Doryfera) Louise Gould, 1847 como especie tipo, aparentemente una enmienda para Trochilus lodovicae, designada subsecuentemente como especie tipo.

## Especies
Según las clasificaciones del Congreso Ornitológico Internacional (IOC) y Clements Checklist, el género agrupa a las siguientes especies con el respectivo nombre popular de acuerdo con la Sociedad Española de Ornitología (SEO):
| Imagen | Nombre científico  | Autor                      | Nombre común            | Estado de conservación | Distribución |
| ------ | ------------------ | -------------------------- | ----------------------- | ---------------------- | ------------ |
|        | Doryfera ludovicae | (Bourcier & Mulsant), 1847 | colibrí picolanza mayor | LC                     |              |
|        | Doryfera johannae  | (Bourcier), 1847           | colibrí picolanza menor | LC                     |              |